# UAI Urquiza
Der Club Deportivo Universidad Abierta Interamericana de Urquiza ist ein argentinischer Sportverein aus Villa Lynch (Partido General San Martín) im Ballungsraum von Buenos Aires. Der Verein, der vor allem für seine Fußballabteilung bekannt ist, wird auch Furgonero genannt.

## Geschichte
Der Club Deportivo Social y Cultural Ferrocarril Urquiza wurde am 21. Mai 1950 von Carmelo Juan Santoro gegründet. Die ersten Mitglieder waren Passagiere und Verkäufer der Linie General Urquiza. 1970 trat der Club dem argentinischen Fußballverband bei und spielte in der Primera D. Im ersten Spiel gewann er 1:0 gegen Tristán Suárez.
In der Saison 2009/10 fusionierte der Verein mit Deportivo UAI und erhielt seinen heutigen Namen. Diese Fusion führte zu einer bemerkenswerten Erholung des Vereins, der zuvor in einer institutionellen Krise gesteckt hatte. In der Saison 2009/2010 errang UAI Urquiza seinen ersten Titel in der Primera D und sicherte sich mit einem 3:0-Sieg gegen Victoriano Arenas den Meistertitel.
In der Primera C kämpfte UAI Urquiza um die Aufstiegsplätze, schaffte jedoch erst in der Saison 2012/13 den Meistertitel und stieg in die Primera B Metropolitana auf. In der Saison 2017/18 erreichte der Verein das Finale des Torneo Reducidos zum Aufstieg in die Primera B Nacional, scheiterte jedoch im Elfmeterschießen an den Defensores de Belgrano.

## Stadion
Seine Heimspiele trägt UAI Urquiza im 1000 Zuschauer fassenden Estadio Monumental de Villa Lynch aus. Das Stadion wurde 1970 eröffnet.

## Frauenfußball
UAI Urquiza hat eine erfolgreiche Frauenfußballmannschaft. Zwischen 2012 und 2019 wurde sie fünf Mal argentinischer Meister und gewann drei Vizemeisterschaften. Drei weitere Vizemeisterschaften folgten von 2021 bis 2023. In der Saison 2021 gewann das Team den argentinischen Pokal. International war der größte Erfolg das Erreichen des Halbfinales der Copa Libertadores Femenina 2015. Zur Saison 2025 verzichtete UAI Urquiza auf den Startplatz in der ersten Liga und spielt in der Primera B Nacional.
- Argentinischer Meister: 2012, 2014, 2016, 2017/18, 2018/19
- Argentinischer Pokalsieger: 2021

## Futsal
Die Futsal-Mannschaft von UAI Urquiza begann 2000 in der Primera División B als FC Urquiza. 2017 spielte das Team seine einzige Saison in der Primera División. Nach dem Wiederabstieg folgten 2021 und 2024 weitere Abstiege bis in die Primera D.